# Caryophyllia antillarum
Espèce
Statut CITES
Caryophyllia antillarum est une espèce de coraux appartenant à la famille des Caryophylliidae.